# Aeroporto Internacional de Tampa
O Aeroporto Internacional de Tampa (em inglês: Tampa International Airport) (IATA: TPA, ICAO: KTPA, FAA: TPA) é um aeroporto internacional no Condado de Hillsborough, no estado da Flórida, e que serve principalmente à cidade de Tampa.